# Krzysztof Zanussi
Krzysztof Pius Zanussi, director de cine nacido en Polonia (Varsovia, 17 de junio de 1939). Es profesor en Universidad de Silesia en Katowice, Polonia.

## Trayectoria
Krzysztof Zanussi es un físico y filósofo que trabaja en el mundo del cine, sobre todo como director y productor. Durante su carrera, se ha planteado trascendentales cuestiones que se expresan a través de un cine reflexivo y personal, reconocido internacionalmente a partir de los años 80.
Este director polaco aúna una labor creativa -no solo ha sido productor, guionista y director de cine, sino también de teatro y ópera- con una profunda preocupación por trasmitir unos valores[¿cuál?] a contracorriente mediante su obra, enfrentada a los principios que rigen la cultura oficial.[¿cuál?]
Zanussi, que nació en Varsovia meses antes de la invasión alemana de 1939, comenzó su labor cinematográfica durante los años cincuenta, en el Club de Cine Amateur de la Universidad de Varsovia, aunque no es hasta 1966 cuando dirige su ópera prima, el proyecto fin de carrera  La muerte de un provinciano, que obtuvo el León de plata en el Festival Internacional de Cine de Venecia.
A partir de esta primera película, el cineasta polaco, que ha desarrollado su carrera en Polonia y en el extranjero, inicia una labor creadora que le ha llevado a participar en cerca de cincuenta títulos. Zanussi no ha despreciado durante sus cuarenta años de trabajo ningún formato y ha plasmado sus ideas en la gran pantalla y la televisión, en cine ficción y en documental.

## Un mundo fílmico propio
Tras su debut con  La estructura del cristal (1969), se hizo famoso en todo el mundo con  De un país lejano (1981), "Hermano de nuestro Dios" (1996), "La vida como enfermedad de transmisión sexual" (2000) y "El sol negro" (2007).
Las películas de Zanussi cuentan con un marchamo común: una clara preocupación, siempre presente, por las cuestiones sociales y la relación entre el pensamiento y el hombre. Respecto a la narrativa de este creador, se destaca el uso ascético de las cámaras, la preferencia de las ideas frente a la pasión y la presencia de personajes con interés por las cuestiones filosóficas, así como el uso de recurrentes elementos simbólicos como el sol y el alpinismo.
Su clara defensa de los valores del catolicismo ha sido otra de las señas de identidad del cineasta, situado dentro del movimiento de ‘la tercera generación’ del cine polaco. Durante el régimen comunista fundó el movimiento del ‘cine de la inquietud moral’, junto a realizadores como Andrzej Wajda y Edward Żebrowski. Zanussi reconocía en una entrevista que su vinculación a la Iglesia Católica le ha dificultado su trabajo, aunque nunca ha querido hablar de una persecución de su obra.
Krzysztof Zanussi, amante de la obra de Carl Theodor Dreyer e Ingmar Bergman y discípulo de Munk, ha ocupado el puesto de vicepresidente de la Asociación de Cineastas Polacos, durante 1974 y 1981, y ha presidido la FERA (Federación Europea de Realizadores Audiovisuales). Desde 1979 dirige TOR Film Studio, productora de grandes títulos, entre las que destaca la trilogía ‘Tres colores: Azul. Blanco. Rojo’, de su amigo Krzysztof Kieślowski.
Durante los últimos años, a su dedicación al cine ha sumado su labor como profesor, desde 1992, de la Universidad de Silesia (Katowice), articulista en el semanal polaco ‘Polityka’ y su pertenencia al Pontificio Consejo de la Cultura de la Santa Sede.
Según los datos guardados en el Instituto de la Memoria Nacional, desde 1962 a 1964 estuvo registrado como colaborador secreto de nombre en clave comunista Służba Bezpieczeństwa. Mantuvo conversaciones con funcionarios; sin embargo, nunca se puso a actuar como colaborador secreto.

## Filmografía
- La estructura del cristal (Struktura kryształu), 1969.
- Vida familiar (Życie rodzinne),1971.
- Za ścianą filme TV (1971)
- Iluminacja (1973)
- Barwy ochronne (1976)
- Casa de mujeres. Adaptación de un drama de Zofia Nałkowska, 1977.
- Spirala (1978)
- Wege in der Nacht (1978)
- Kontrakt (1980)
- Constans (1980)
- De un país lejano (1981)
- Imperativo (Imperativ) (1982)
- El año del sol tranquilo  (Rok spokojnego słońca) (1984)
- Blaubart (1984)
- Le pouvoir du Mal - Paradigme (1985)
- Wherever You Are (1988)
- Stan posiadania (1989)
- Leben für Leben - Maximilan Kolbe (1991)
- The Silent Touch (Dotknięcie ręki)  (1992)
- Weekend Stories
- In Full Gallop  (Cwał) (1995)
- Our God's Brother (1996)
- La vida como enfermedad de transmisión sexual (2000)
- Suplement (2001)
- Sesja Kastingowa (2002)
- Persona non grata (2005)
- Il sole nero (2007)
- Serce na dłoni (2008)
- Revisited (Rewizyta)  (2009)
- Inner voices (2010)
- Foreign body (2014)
- Pokot (2017)
- Éter (2019)

## Premios y distinciones
Festival Internacional de Cine de Venecia
| Año  | Categoría                              | Película                 | Resultado |
| ---- | -------------------------------------- | ------------------------ | --------- |
| 1980 | Mención honorable                      | Kontrakt                 | Ganador   |
| 1980 | Premio AGIS                            | Kontrakt                 | Ganador   |
| 1980 | Premio UNICEF - Mención especial       | Kontrakt                 | Ganador   |
| 1981 | Premio OCIC -Mención honorable         | De un país lejano        | Ganador   |
| 1982 | León de Plata - Gran Premio del Jurado | Imperativo               | Ganador   |
| 1982 | Premio OCIC-Mención honorable          | Imperativo               | Ganador   |
| 1982 | Premio Pasinetti - Mejor película      | Imperativo               | Ganador   |
| 1984 | León de Oro:                           | El año del sol tranquilo | Ganador   |
| 1984 | Premio Pasinetti - Mejor película      | El año del sol tranquilo | Ganador   |
| 1984 | Premio UNICEF                          | El año del sol tranquilo | Ganador   |